# 普里沃扎克
普里沃扎克（法語：Privezac，法語發音：[pʁivzak]）是法国阿韦龙省的一个市镇，位于该省西北部，属于鲁埃格自由城区。

## 地理
普里沃扎克（44°24'44"N, 2°11'15"E）面积11.09 平方千米，位于法国奧克西塔尼大區阿韦龙省，该省份为法国南部内陆省份，位于法國中央高原南部，北起顺时针与康塔爾省、洛泽尔省、加尔省、埃罗省、塔恩省、塔恩-加龙省和洛特省接壤。
与普里沃扎克接壤的市镇（或旧市镇、城区）包括：昂格拉尔-圣费利克斯、孔波利巴、拉尼埃茹勒、普雷万基耶尔、沃雷耶。
普里沃扎克的时区为UTC+01:00、UTC+02:00（夏令时）。

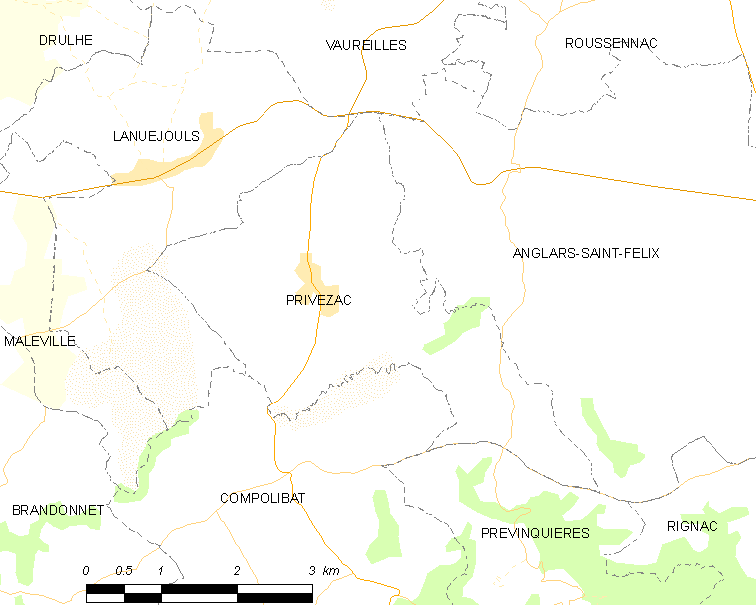
普里沃扎克的OSM定位图

## 行政
普里沃扎克的邮政编码为12350，INSEE市镇编码为12191。

## 政治
普里沃扎克所属的省级选区为维勒讷瓦-维勒弗朗舒瓦县。

## 交通
阿韦龙省省道D26线、D48线和D156线在镇中心交汇，另有省道D61线、D121线和D634线过境。

## 人口

1962-2008年间普里沃扎克人口变化图示

普里沃扎克于2022年1月1日时的人口数量为342人。